# Фреденсборг (коммуна)
Фреденсборг (дат. Fredensborg Kommune) — датская коммуна в составе области Ховедстаден. Площадь — 112,08 км², что составляет 0,26 % от площади Дании без Гренландии и Фарерских островов. Численность населения на 1 января 2008 года — 39240 чел. (мужчины — 19027, женщины — 20213; иностранные граждане — 2708).
В состав коммуны входят Коккедаль (Kokkedal), Ниво (Nivå), Фреденсборг (Fredensborg), Хумлебек (Humlebæk).

## История
Коммуна была образована в 2007 году из следующих коммун:
- Фреденсборг-Хумлебек (Fredensborg-Humlebæk)
- Карлебо (Karlebo)

## Железнодорожные станции
- Фреденсборг (Fredensborg)
- Грёнхольт (Grønholt)
- Хумлебек (Humlebæk)
- Лангерёд (Langerød)
- Ниво (Nivå)

## Изображения
- Замок Фреденсборг
- Музей «Луизиана»